# Simon Fraser University

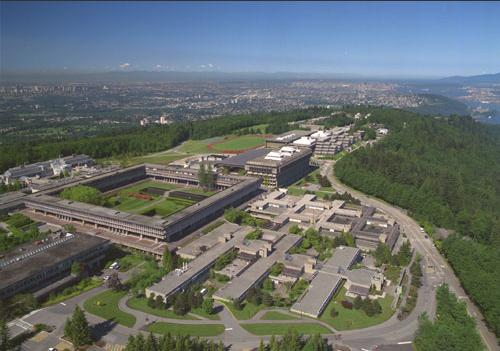
Übersicht des Burnaby-Campus

Die Simon Fraser University (SFU) liegt in der Stadt Burnaby in der kanadischen Provinz British Columbia. Der Hauptcampus liegt auf dem Burnaby Mountain. Gegründet wurde sie im Jahr 1965. In jedem Sommer finden dort Tamwood-Camps statt, in denen Jugendliche aus aller Welt ihre Englischkenntnisse verbessern können und an zahlreichen Aktivitäten teilnehmen. Die Universität verfügt über drei Campusanlagen in Burnaby, Surrey und Vancouver. Benannt ist die Universität nach dem Pelzhändler und Entdecker Simon Fraser. Die Universität erreichte 2009 und 2010 im Hochschulranking des Magazins Maclean’s jeweils den ersten Platz.

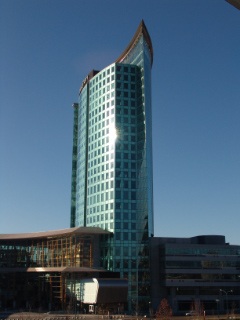
Gebäude auf dem SFU Surrey Campus

## Fachbereiche
- Faculty of Applied Sciences – Angewandte Wissenschaften.
- Faculty of Arts & Social Sciences – Kunst und Sozialwissenschaften
- Faculty of Business Administration – Wirtschaftswissenschaften
- Faculty of Communication, Art and Technology – Kommunikationswissenschaften und Technologie
- Faculty of Education – Pädagogik
- Faculty of Environment – Umweltwissenschaften
- Faculty of Health Sciences – Gesundheitswissenschaften
- Faculty of Science

## Campus
Der Hauptcampus in Burnaby wurde 1965 vom kanadischen Architekten Arthur Erickson entworfen.

## Persönlichkeiten und Alumni
Nach Angaben der Universität gibt es 170.000 ehemalige Studenten (alumni).
- Francesco Aquilini, Besitzer der Vancouver Canucks und der Rogers Arena
- Gordon Campbell (* 1948), ehemaliger Premierminister der Provinz British Columbia
- Calvin Chen, taiwanischer Schauspieler, Sänger und Moderator.
- Glen Clark (* 1957), Politiker
- Stephen Day, Musiker
- Brian Brett (1950–2024), kanadischer Dichter und Schriftsteller
- Cynthia Flood (* 1940), Schriftstellerin und Dozentin für Kreatives Schreiben
- Terry Fox (1958–1981), Leichtathlet
- Birutė Galdikas (* 1946), Verhaltensforscherin, Professorin für Anthropologie
- Jasmin Glaesser (* 1992), kanadische Radrennfahrerin
- Mike Jackel (* 1959), kanadisch-deutscher Basketballspieler
- Stan Persky (1941–2024), kanadischer Schriftsteller, Medienkommentator und Hochschuldozent
- Jay Triano (* 1958), kanadischer Basketballspieler und -trainer
- Fred Wah (* 1939), kanadischer Dichter und Schriftsteller
- Paul Watson (* 1950), Umweltschutzaktivist und frühes Mitglied von Greenpeace sowie Gründer von Sea Shepherd

## Hochschulsport
Es war die erste kanadische Universität, die der National Collegiate Athletic Association beitrat. Die Simon Fraser Red Leafs spielen in der Great Northwest Athletic Conference, Teil der NCAA Division II.

## Fernsehproduktionen
Der Burnaby-Campus wurde bereits mehrfach als Drehort für diverse Fernsehserien wie Stargate, Battlestar Galactica und Andromeda genutzt.